# Senna orcuttii
Senna orcuttii är en ärtväxtart som först beskrevs av Nathaniel Lord Britton och Joseph Nelson Rose, och fick sitt nu gällande namn av Howard Samuel Irwin och Rupert Charles Barneby. Senna orcuttii ingår i släktet sennor, och familjen ärtväxter. Inga underarter finns listade i Catalogue of Life.